# Five Nights at Freddy's 4
Five Nights at Freddy's 4: The Final Chapter (Det sidste Kapitel) (FNaF4) er det fjerde og "sidste" spil i serien om Five Nights at Freddy's  skabt af Scott Cawthon. Spillet er det sidste i serien (Indtil FNaF: Sister Location, FFPS og UCN kom ud) som dermed er en tetralogi og blev udgivet den 23. juli 2015, med en DLC og update til spillet d. 31. oktober 2015.

## Steam store beskrivelse
Denne gang har terroren fulgt dig hjem .
I dette sidste kapitel af Five Nights at Freddy's historie, skal du endnu engang forsvare dig selv mod Freddy Fazbear, Chica, Bonnie, Foxy, og endnu værre ting, der lurer i mørket. Du er et barn, hvis rolle er endnu ukendt, som skal beskytte sig selv fra kl. 24-6 ved at holde øje med dørene, samt afværge uønskede skabninger ,der kan vove sig ind i dit skab eller på sengen bag dig.
Du har kun en lommelygte til at beskytte dig selv. Det vil skræmme ting væk, der kan snige sig frem i de fjerneste ender af gangene, men vær forsigtig, og lyt. Hvis noget har sneget sig for tæt på, vil det skinnende lys i dens øjne være din ende.

## Gameplay
I spillet er man et lille barn i sit værelse udstyret med en lommelygte til at kigge i skabet, bag ved sig, og ned af gangene med. Man har to døre, som man skal lukke hvis man høre vejrtrækning tæt på, man skal lyse med lommelygten ned ad gangene for at skræmme ting væk. Man skal lukke skabet hvis man kan se Nightmare Foxy, og lyse med lommelygten bag sig for at 
Nightmare Freddy ikke kommer fra klokken 24 til 6 og der er flere uendelig nætter.

## Historien
Spillet starter af med en cutscene i form af et Atari 2600 spil, som viser en lille dreng der er låst inde i hans værelse sammen med nogle plys bamser fra Freddy Fazbear’s Pizza. På sengen sidder der en gul Freddy bamse (eller Fredbear) som guider ham, og fortæller ham at: ”han gemmer sig”. Drengen har mareridt hver nat hvor han drømmer at han bliver angrebet af robotterne fra pizzariaet. Efter den første nat fortæller den gule Fredbear bamse at: ”Han gemmer sig i huset” drengen bliver derefter skræmt af en mand med en Foxy maske på. Efter den anden nat er drengen i pizzeriaet hvor den gule bamse fortæller ham at ”Han kommer og at drengen er nødt til at være modig”, men drengen er bange for robotterne og maskotterne, og begynder at græde. Som spillet fortsætter finder man ud af at drengen snart skal holde en fødselsdagsfest, som er oplyst igennem nætterne, og at drengen bliver mobbet af de andre børn. Børnene går rundt og fortæller myter om at robotterne bliver levende om natten, og prøver slå folk ihjel. Efter den femte nat er klaret kan man se at drengen græder ved fødselsdagsfesten, og man for at vide at ”han” er drengens bror. Børnene tager drengen med op til robotterne, og stikker drengens hoved ind i munden på Fredbear. Fredbear lukker dog sin mund meget kraftfuldt og dermed smadre drengens hoved. Efter nat seks hører drengen en stemme der undskylder ham og at Fredbear lover hvor mange gange drengen ”ødelægges” vil de andre altid samle ham sammen igen. Efter det forsvinder alle karaktererne, som slutter spillet. Efter natten: Nightmare Mode er klaret bliver der vist en metal-kuffert med en tekst der siger: ”Måske er det bedste bare at nogle ting er glemt for nu”.  

## Figuere

### Hovedpersonen
Hoved personen er en lille dreng som kan ses igennem de små spil der bliver vist hver gang du klarer en nat. Drengen bliver mobbet af de andre børn, og er meget bange for det meste og græder tit. Vi følger drengen og får at vide at drengen snart skal holde en fødselsdags fest for de andre børn hos Freddy Fazbears Pizza. Drengen har mareridt om natten om at han bliver angrebet af robotterne (spillet er hans mareridt). Til sidst bliver drengen puttet ind i munden på Fredbear af de andre børn og drengens hoved bliver mast af fredbears mund og dør.

### Nightmare Freddy
Nightmare freddy er en mareridt version af Freddy Fazbear og en af de syv robotter i spillet, som bliver tiltrukket af små robot bamse ligende versioner af figuren, som kan ses på sengen bag spilleren. Hvis man ikke tjekker sengen kan de tiltrække Nightmare Freddy og dermed dræbe spilleren.

### Nightmare Bonnie
Nightmare Bonnie er en mareridt version af Bonnie the Bunny og kan ses i gangen til venstre. Hvis man ikke kigger efter den kan den skræmme spilleren både i døren og inde i rummet.

### Nightmare Chica
Nightmare chica er en mareridt version af Chica The Chicken og ligesom den originale figur, kan hun ses nede af højre gang. Når hun skræmmer spilleren er det enten i dør åbningen eller hendes cupcake i værelset. Nightmare Chica er ligeså aktiv som Nightmare Bonnie.

### Nightmare Foxy
Nightmare Foxy er en mareridt version af Foxy The Pirate Fox, og optræder for det meste i drengens skab. Han bliver først aktiv i nat 2 hvor hans hoved kan ses i begge gange. Hvis spilleren ikke er hurtig nok kan man høre løbende fodtrin ligesom dem i det første spil hvor foxy løber ned af gangen. Foxy kan derefter snige sig ind i skabet, hvor spilleren nu er tvunget til at tjekke skabet ind imellem. Hvis spilleren kan se enten hovedet eller kroppen af foxy skal man lukke skabet indtil lommelygten begynder at blinke, når du har holdt skabsdøren længe nok vil Foxy forvandle sig om til en plush version af sig selv. Hvis ikke man tjekker skabet vil foxy kunne komme ud og angribe spilleren.

### Nightmare Fredbear
Nightmare Fredbear er en mareridt version af den originale maskot fredbear fra Fredbear's Family Diner og optræder i både venstre og højre gang fra nat fem og op. Fredbear er også den robot som var skyl i The Bite of 87' som man finder ud af i det 5. mini spil. The Bite of 87' var nok var det største mysterie i hele serien, og det er endelig blevet afsløret.

### Plushtrap
Plushtrap er en bamse version af figuren Springtrap fra Five Nights at Freddy's 3 som kun optræder i mini spillet: "Fun With Plushtrap", som er et spil der kommer hver gang spilleren har klaret en nat. I spillet sidder Plushtrap i en stol foran et x. målet er at få Plushtrap til at stå på x'et ved at gætte sig frem ved at lytte til fodtrinene og lyse når man tror at han står på x'et. Hvis han står der vinder spilleren og starter næste nat ved kl. 2. Plushtrap bliver mere aggressiv hver gang man spiller spillet. Hvis han gemmer sig i en af de fire rum set i spillet og timeren løber ud kan han ende spillet ved skræmme spilleren. Hvis han kommer for tæt på kan også ende spillet hvilket giver spilleren en skærm der siger "Too Bad".

### Nightmare
Nightmare er en skygge version af Nightmare Fredbear og optræder kun i nætterne Nightmare mode og 20/20/20/20 fra kl 4 og op. I forhold til alle de andre figurer i spillet har Nightmare ikke en animation når han dræber spilleren men mere et stillbillede mens en lyd kører i baggrunden.

## Udvikling
Scott Cawthon har siden 27. april 2015 udgivet teaserbilleder på sin hjemmeside, som allerede havde afsløret udgivelsesdatoen for spillet til at være den 31 oktober 2015, men den blev fremrykket først til 8. august, som sagt i  et brev. 13. juli udgav Cawthon traileren til spillet. senere blev spillet ligepludselig udgivet på steam d. 23 juli 2015.

### Udgivelse
En demo blev udgivet til en række udvalgte Youtubere, og nogle dage senere blev det fulde spil udgivet. Efter den fulde udgivelse blev der udgivet en update for folk der havde problemer med full screen indstillinger og nogle andre problemer. Det efterfulgte Android og IOS udgivelserne kort efter.  D. 31 oktober i år har Cawthon planlagt at udgive en DLC udvidelse til spillet. 